# Онлайн-знакомства
Онлайн-знакомства (Online dating, с англ. «онлайн-свидания», «онлайн-дейтинг» или «онлайн-знакомства») — знакомства и свидания по интернету, с использованием специализированных сервисов интернет-знакомств, для коммуникации и создания отношений в независимости от местоположения и языковой группы. Целью является поиск знакомств, друзей, сексуальных партнёров или партнёра для брака.

## История
В 1965 году команда из Гарвардского университета создала «Match» — первую в мире компьютерную службу знакомств. За 3 доллара пользователи отвечали на опросники и получали список потенциальных совпадений совместимости. Подобный процесс всё ещё используется многими сайтами знакомств.
В 1990—2000 годах произошёл всплеск интернет-активности. В середине 1990-х начали появляться относительно приемлемые инструменты общения. Даже до самой Сети, на доске объявлений и в группах новостей было множество способов, которыми люди могли общаться онлайн, включая знакомства. Такие услуги, как America Online, Prodigy и в конечном итоге Craigslist, предлагали чаты, форумы и онлайн-объявления для одиноких людей. К тому времени, когда Том Хэнкс и Мэг Райан добавили друг друга в AOL, стало ясно, что Интернет вкорне поменяет повседневность, включая и романтические отношения. Match.com был основан в 1995 году, и к 2007 году онлайн-знакомства стали второй по величине онлайн-индустрией с платным контентом.
К 2010 году разные сайты знакомств существовали практически для каждого города, сексуальной ориентации, религии, расы и почти каждого хобби, что облегчало поиск. В 2002 году Wired Magazine предсказал: «Через двадцать лет идея о том, что кто-то будет искать отношения не в Интернете, будет глупой».
Начиная с 2014 года начали приобретать популярность так называемые «нишевые» сайты. Они предоставляют услуги очень узкой группе пользователей. Например, сайты для знакомств в одной конкретной стране или городе, сайты работающие исключительно для религиозных общин, либо сайты для ЛГБТ-сообществ.

## Статистика
По статистике около трети пользователей Всемирной сети хотя бы раз пользовались услугами сайтов знакомств. Так же около 1,5 млн человек проводят на сайтах знакомств по 4 и более часов в день. Соотношение мужчин и женщин примерно 50 на 50. Эффективность знакомств в Интернете подтверждается исследованием британского психолога Джеффри Гэвина. Добровольцы, готовые к серьезным отношениям молодые люди (от 19 до 26 лет), регистрировались на сайтах знакомств. 72% участников эксперимента продолжили общение в реальной жизни.
Социологические исследования показывают, что интернет-знакомства благоприятно влияют на развитие общества. Сайты вроде Match и приложения по типу Tinder способствуют укреплению социальных связей. Согласно построенной социологами виртуальной модели знакомств, онлайн-дейтинг существенно повышает многообразие общества. Он помогает людям разных социальных кругов и рас взаимодействовать и общаться. В Америке, благодаря интернет-знакомствам, количество межрасовых пар повысилось на 50% (по состоянию на 2017 год).
Как утверждает сайт Match: одни из трёх взаимоотношений теперь начинаются онлайн; один из пяти новых браков — результат онлайн-знакомств.

## Сайты знакомств
Сайты знакомств — самые популярный инструмент для знакомств и общения в Интернете. Особенность в том, что профиль составляется по заранее продуманному и удобному шаблону. В анкетных полях размещается информация о целях знакомства, особенностях характера и хобби, ожиданиях и т.д. Современные сайты знакомств предлагают: возможность увеличивать видимость анкеты среди участников, широкий выбор вариантов, система фильтров, автоподбор партнера на основе алгоритма совместимости.
Также, как и при выборе какого-либо конкурентного товара, существуют сайты агрегаторы, которые описывают, размещают обзоры на существующие сайты знакомств, собирают отзывы, помогая пользователю найти наиболее подходящий для него сервис в мире онлайн-знакомств.

### Опасности
На сайтах знакомств существует много опасностей: человек может выдавать себя за другого, фотография может не быть его фотографией, целью знакомства может быть продажа услуги сексуального характера, или получение такой услуги, мошенничество, обман и др. Необходимо быть очень внимательным к объёму информации, к языку сообщения, к частоте обращений, к сигналам неискренности и манипуляции.
Получил известность скандал с сайтом Ashley Madison в 2015 году, который за определённую плату обязался удалить все данные учётной записи клиента, однако, как оказалось в результате слива данных хакерами, в реальности этого не делал.

### Актуальность
По утверждению большинства пользователей услуг онлайн-знакомств главная причина их использования – недостаток времени в реальной жизни. Так же, онлайн-сервисы предоставляют возможность сразу узнать об интересах и увлечениях собеседника, что сокращает количество потраченного времени и вероятность неудачи. Кроме того, общение по сети позволяют людям чувствовать себя свободнее и увереннее. Так же, актуальность онлайн-знакомств увеличивается из-за стоимости услуг, которые значительно ниже издержек во время реальных свиданий. Более того, пользователи могут завязывать интернациональные отношения, получая опыт и культурный / языковой обмен.

### Современные способы
В 2021 году в сети появилась первая нейронная сеть, которая собирает информацию о социальных профилях пользователей в социальных сетях и сопоставляет их с профилями на сайтах знакомств. Проводя сложный анализ и вычисляя среднюю продолжительность связей между этими двумя критериями, сеть составляет список самых надежных сайтов знакомств в сегментах российского и американского интернета.